# Okumaella okumae
Genre
Espèce
Synonymes
- Dipoena okumae Yoshida, 1988

Okumaella okumae, unique représentant du genre Okumaella, est une espèce d'araignées aranéomorphes de la famille des Theridiidae.

## Distribution
Cette espèce se rencontre au Japon et en Corée du Sud.

## Description
Le mâle holotype mesure 1,9 mm et la femelle paratype 2,1 mm.

## Systématique et taxinomie
Cette espèce a été décrite sous le protonyme Dipoena okumae par Yoshida en 1988. Elle est placée dans le genre Thymoites par Yoshida en 1995 puis dans le genre Okumaella par Yoshida en 2009.
Ce genre a été décrit par Yoshida en 2009 dans les Theridiidae.

## Étymologie
Ce genre et cette espèce sont nommés en l'honneur de Chiyoko Okuma.

## Publications originales
- Yoshida, 1988 : « Two new species of the genus Dipoena (Araneae: Theridiidae) from Japan. » Acta arachnologica, vol. 36, no 1, p. 25-31 (texte intégral).
- Yoshida, 2009 : « Three new genera and three new species of the family Theridiidae. » The Spiders of Japan with keys to the families and genera and illustrations of the species, Tokai University Press, Kanagawa, p. 71-74.